# Verrens-Arvey
Verrens-Arvey település Franciaországban, Savoie megyében. Lakosainak száma 958 fő (2022. január 1.). Verrens-Arvey Cléry, Frontenex, Gilly-sur-Isère, Jarsy, Mercury, Plancherine és Tournon községekkel határos.

## Népesség
A település népessége az elmúlt években az alábbi módon változott:
| Lakosok száma | 852  | 883  | 927  | 900  | 910  | 918  | 932  | 945  | 958  |
|               | 2013 | 2015 | 2016 | 2017 | 2018 | 2019 | 2020 | 2021 | 2022 |